# Il vangelo secondo Mattei
Il vangelo secondo Mattei è un film del 2017 diretto da Antonio Andrisani e Pascal Zullino, tratto dal romanzo Petrolio di Pier Paolo Pasolini.

## Trama
Un regista e il suo assistente, ormai delusi e insoddisfatti dal loro lavoro, ritornano in Basilicata per girare un film dal titolo Il vangelo secondo Mattei: un film inchiesta che vuole documentare i problemi legati alle estrazioni petrolifere, intrecciandoli ad alcuni passi della vita di Gesù.